# Atar, Mauritania
Atar (arabă أطار‎) este un oraș în Mauritania. Este reședința regiunii Adrar.